# 食物渴望
食物渴望（food craving）是一種想吃特定食物的強烈欲望，與飢餓感不同。 而將非食品當作食物的渴望稱為異食癖。
食物渴望不一定是病態的，這種渴望並不總是對美味的東西。它也可能是由營養缺乏、無聊或單調的飲食引起的。食物渴望現象的成因可能源自營養素缺乏以及攝取該營養素的驅動力；其次是心理制約，特定的線索或場景誘發個人想吃以往經驗中曾與該線索或場景連結的食物。
食物渴望非常普遍，1990年代在加拿大進行的研究發現，97% 的大學女性和 68% 的大學男性表示有過對食物的渴望。在對食物渴望的研究中，巧克力幾乎總是排在人們表示渴望的食物之首；這種渴望被稱為巧克力癮。
雖然某些食物能夠讓人「渴望」，但食物是否會像藥物和酒精一樣成癮還不太清楚。與渴望不同，食物成癮更進一步，不僅包括強烈的渴望，而且還表現出對飲食行為的失控和反復過量食用食物，尤其是美味的食物。
而所謂的食物成癮是否存在，或者一些難以控制自己的食物攝入量的人是否可以被視為食物成癮者，目前尚無共識。它仍然是一個備受爭議的領域。一些研究人員認為，藥物和酒精成癮的定義特徵在食物成癮中並不存在，而其他人則認為它們具有與大腦神經系統變化相關的相似特徵。
食物渴望與高BMI以及可能導致體重增加的行為相關，包括增加零食、飲食不節制、以及暴食/貪食症。